# Pteronemobius pilicornis
Pteronemobius pilicornis är en insektsart som beskrevs av Lucien Chopard 1969. Pteronemobius pilicornis ingår i släktet Pteronemobius och familjen syrsor. Inga underarter finns listade i Catalogue of Life.